# Ґустав Єловицький
Ґустав Єловицький (*19 (31) серпня 1880, Колесники — †10 листопада 1965, Бєжґлово) — почесний канонік луцької капітули; парох луцької катедри; суддя протосинодальний; капітульний вікарій і адміністратор луцько-житомирської і кам'янецької дієцезій.

## Біографія
Син Віктора і Вінцентини Зволінської. Закінчив острозьку гімназію і Житомирську семінарію (1899–1903); до семінарії поступив 31 серпня 1899 року. Священицькі свячення з рук єпископа Циртофта прийняв 18 березня 1906 року в петербурзькій катедрі; першу месу відправив при Пажеському корпусі в Санкт-Петербурзі.
Отримав ступінь маґістра теології по закінченню Петербурзької духовної академії в 1907 році. Маґістерську роботу написав під керівництвом отця професора Ґодлєвського: лат. «Accio cleri poloni in renovanda vita intelectuali Stanislai Augusto regnante».
У 1907 році делегований до Риму від луцької капітули, щоб відхилити кандидатуру о. Ставінського на луцького вікарного єпископа. Від 1908 року до березня 1909 виконує обов'язок вікарія у костелі Святого Олександра в Києві. Адміністратор монастиря оо. Бернардинів в Заславi до 1915 року.
21 липня 1915 року обраний адміністратором Луцько-житомирської і Кам'янецької дієцезій (капітульним вікарієм) і виконував ці функції до 2 лютого 1917 року, коли був призначений ординарієм луцького єпископа Ігнатія Дубовського, Кам'янецьку дієцезію невдовзі очолив єпископ Пйотр Маньковський.
Після передачі дієцезіальної адміністрації Ґустав перебував у Києві. Наприкінці 1920 року парох і капелан сс. Непорочного Зачаття Пресвятої Діви Марії в Мацейові. Від січня 1927 року й до грудня 1932 парох луцької катедри.
Від травня 1927 року є першим модератором Згромадження Марійних пань у Луцьку. Прелат. Працює в єпископській курії. Водночас протосинодальний суддя та інспектор монастирів.
Бере участь в засіданні дієцезіяльного синоду (30 серпня — 1 вересня 1927 року). Після арешту єпископа Адольфа Шельонжека, окрім о. Леопольда Шумана, був одним з священиків призначених до врядування луцькою дієцезією. Залишив луцьку дієцезію в 1945 році. Відтоді священик сестер Пастерок в Яблонові-Поморському. В 1947 році призначений єпископом А. П. Шельонжеком кантором луцької катедральної капітули. У 1951 році разом з цілою капітулою оселився в Бєжґловському замку.
Помер 10 листопада 1965 року в Бєжґлові; похований у Торуні, на парафіяльному цвинтарі Святого Якуба.

## Доробок
Залишив рукописні приватні спомини родинні і з часів перебування в в Петербурзькій академії та багато нотаток про луцьку дієцезію, рукописні матеріали до історії луцької дієцезії, яку мав намір написати.